# Exégesis del Alma
La Exégesis del alma es un texto, excepción entre todos los manuscritos de Nag Hammadi. Su enseñanza, enérgicamente gnóstica, trata sobre el descenso y ascenso del alma.

## El manuscrito
La Exégesis del alma es el sexto texto del Códice II de Nag Hammadi, conservado en el Museo Copto de El Cairo viejo. Es precedido por el Apócrifo de Juan, los evangelios de Tomás y Felipe, la Hipóstasis de los Arcontes y el Escrito sin título sobre el origen del mundo.

## Aspectos literarios
La lengua de nuestro texto es Sahídico, un dialecto de copto, pero la lengua de la composición habría sido griega. La Exégesis del alma fue escrita en un ambiente helenizado, como lo indica su uso de las técnicas filosóficas y retóricas griegas. También se caracteriza por una religiosidad gnóstica emergente. Está escrito probablemente en Alejandría en la primera mitad del siglo II d. C. y es una fuente preciada de información sobre los orígenes tanto del gnosticismo como del Cristianismo alejandrino.
Además de esta historia básica, el escritor de la exégesis ha insertado citas extensas de gran variedad de textos. Algunas veces estas citas las usa para avanzar en el relato, otras veces funcionan como prueba o comentario. Entre otros, son usados textos del Antiguo Testamento (Jeremías, Génesis, Ezequiel), y del Nuevo Testamento (I Corintios, Hechos, Lucas, Mateo….), y la Odisea de Homero.
Por el análisis sutil de las citas se puede argumentar que el escritor de la exégesis tenía acceso probablemente, no necesariamente a los textos originales, o al menos a colecciones de citas. Esto por la manera en que el escritor se las arregla con dos de sus citas de la Odisea, como por los aspectos platónicos de la doctrina expresada en el texto.
La relación entre el aspecto no Cristiano del mito que está en el núcleo del texto, y el cristianismo obvio del escritor y el contexto están cuidadosamente tratados. El texto representa el paso suave del gnosticismo pre-Valentiniano a la integración del platonismo y el cristianismo alejandrino. Por lo que habría que datarlo entre los años 120 y 135 d. C.
Es también extraordinaria la luz que ofrece el texto para comprender el cristianismo, especialmente con respecto al entorno de erudito de Alejandría, donde las ideas de todo tipo podían mezclarse, y el sincretismo consiguiente era aceptable en ese momento; este texto, estéticamente atractivo en sí, también contiene información valiosa sobre su lugar del origen.

## Contenido
La historia empieza con el descenso del alma (en este texto personificada y considerada de sexo femenino) desde su previo estado puro al mundo, donde cae en las manos de bandidos, y es insultada y abusada por ellos (127:25-128:4). Pierde su virginidad y es engañada por sus mentiras y fingimientos. Pero el mal va a peor: después de dejar a los bandidos, vaga de amante maltratador en amante maltratador, y es dejada definitiva y completamente sola. Sus intentos de arrepentimiento fallan hasta que el Padre se da cuenta de su aprieto (131: 16), la purifica, y la protege de las agresiones adicionales sobre su virtud (131: 19-132: 2). Luego envía a su marido legítimo de cielo. Después de que él y el alma están espiritualmente casados (132: 27-133: 6), el Padre regenera el alma, permitiendo que ella recupere su juventud desperdiciada y belleza. Esta regeneración es la subida verdadera para cielo, la resurrección verdadera de los muertos (134: 13-14). Habiendo terminado la historia como tal, las tres páginas (135: 4-137: 26) finales del texto son exhortatorias, instando a sus lectores a que se arrepientan sinceramente, como el «alma» ha hecho, y a implorar la ayuda y la piedad de Dios.